# Liolaemus polystictus
Liolaemus polystictus — вид ігуаноподібних ящірок родини Liolaemidae. Ендемік Перу.

## Поширення і екологія
Liolaemus polystictus мешкають в Перуанських Андах, в регіоні Уанкавеліка та в сусідніх районах на північному заході регіону Аякучо. Вони живуть на високогірних луках пуна, серед скель. Зустрічаються на висоті від 4043 до 4766 м над рівнем моря. Є живородними.